# Bank Spółdzielczy w Suchej Beskidzkiej
Bank Spółdzielczy w Suchej Beskidzkiej – bank spółdzielczy z siedzibą w Suchej Beskidzkiej w Polsce. Bank zrzeszony jest w Banku Polskiej Spółdzielczości S.A.

## Historia
W 1911 lekarz Karol Spannbauer, ksiądz Michał Kołodziej i rolnik z Błądzonki Wojciech Gryga założyli Spółkę Oszczędności i Pożyczek w Suchej (tzw. Kasa Raiffeisena). Miała ona być alternatywą dla lichwiarskich pożyczek. Po odzyskaniu przez Polskę niepodległości zmieniono nazwę na Kasą Stefczyka. Kasa została zlikwidowana po włączeniu Suchej do Rzeszy.
2 grudnia 1945 wznowiona działalność przedwojennej Kasy. 18 stycznia 1946 przyjęto nazwę Bank Spółdzielczy w Suchej koło Żywca z odpowiedzialnością nieograniczoną. W 1949 przyłączono Kasę Stefczyka w Ślemieniu. W 1950 na mocy dekretu o reformie bankowej władze komunistyczne zmieniły nazwę banku na Gminna Kasa Spółdzielcza w Suchej jednocześnie ograniczając samorządność spółdzielni. 23 lipca 1957, po kolejnej zmianie prawa bankowego, przyjęto nazwę Kasa Spółdzielcza w Suchej. 7 maja 1961 przyjęto nazwę Bank Spółdzielczy w Suchej a 5 marca 1967 Bank Spółdzielczy w Suchej Beskidzkiej.
W 1992 Bank Spółdzielczy w Suchej Beskidzkiej zrzeszył się w Gospodarczym Banku Południowo-Zachodnim S.A. we Wrocławiu, a w 2002 w Banku Polskiej Spółdzielczości S.A..

## Władze
W skład zarządu banku wchodzą:
- prezes zarządu
- 2 wiceprezesów zarządu

Czynności nadzoru banku sprawuje 6-osobowa rada nadzorcza.

## Placówki
- Centrala w Suchej Beskidzkiej, ul. Piłsudskiego 5
- oddziały:
  - Budzów
  - Stryszawa
- punkty obsługi klienta:
  - Zembrzyce
  - Sucha Beskidzka, ul. Mickiewicza 89